# Ari Boulogne
Christian Aaron „Ari“ Boulogne (* 11. August 1962 als Christian Aaron Päffgen in Neuilly-sur-Seine, Frankreich; † vor dem 20. Mai 2023 in Paris) war ein französischer Schauspieler, Fotograf und Autor.

## Leben

### Eltern
Boulogne wurde 1962 als Christian Aaron Päffgen, genannt Ari, im Pariser Vorort Neuilly-sur-Seine geboren. Seine Mutter war die in Köln unter dem Namen Christa Päffgen geborene Schauspielerin und Sängerin Nico, die in den 1960er-Jahren zum Umfeld Andy Warhols gehörte und unter anderem bei The Velvet Underground sang. Der Vater ist unbekannt. Nico behauptete, Vater ihres Sohnes sei der französische Schauspieler Alain Delon, der die Vaterschaft nicht anerkannte und bis zu seinem Tode bestritt.
Boulogne bemühte sich jahrzehntelang darum, als Sohn Delons anerkannt zu werden. Nach einem erfolglosen Gerichtsverfahren 2009 strengte er im Jahr 2019 vor einem Gericht in Orléans ein weiteres Verfahren gegen Delon auf Vaterschaftsanerkennung an. Das Gericht erklärte sich im August 2020 für örtlich unzuständig, weil Delon seinen Wohnsitz in der Schweiz habe und dort verklagt werden müsse. Ein Berufungsgericht bestätigte die Entscheidung 2021. Ein von Boulognes Anwälten eingereichter Revisionsantrag war noch nach Ari Boulognes Tod anhängig. Delons Mutter hatte bis zu ihrem Tod 1995 keinen Zweifel, dass Ari der Sohn ihres Sohnes und damit ihr Enkel sei. Die französische Tageszeitung Le Parisien bezeichnete Boulogne in einem Nachruf vom 20. Mai 2023 ohne Relativierung in der Überschrift als „illegitimen Sohn Alain Delons“.
Boulogne hatte mehrfach persönlichen Kontakt zu Alain Delon und auch zu dessen etwa gleichaltrigem Sohn Anthony. In seiner Autobiografie führt Boulogne aus, Alain Delon sei freundlich zu ihm gewesen; er habe ihn als seinen Kumpel bezeichnet, der aber keinesfalls sein Sohn sein könne.

### Kindheit
Boulogne lebte zunächst bei Nico und deren an der Parkinson-Krankheit leidenden Mutter auf Ibiza, zeitweise brachte Nico ihn auch nach New York ins Umfeld von Velvet Underground. 1968 nahmen Alain Delons Mutter Edith und deren zweiter Ehemann Paul Boulogne, die aus Zeitungsberichten von Aris Existenz erfahren hatten, den Jungen in ihre Obhut. Ob das auf Veranlassung von Nico geschah oder gegen ihren Willen, wird unterschiedlich dargestellt. Der Junge wuchs danach in Bourg-la-Reine auf, einer Kleinstadt in der Île-de-France südlich von Paris, wo Edith und Paul Boulogne ein Einzelhandelsgeschäft hatten. 1977 adoptierte Paul Boulogne den Jungen, der daraufhin dessen Familiennamen erhielt. Eine Adoption durch Edith Boulogne erfolgte nicht; dadurch wurde vermieden, dass Ari Boulogne rechtlich der Bruder seines möglichen Vaters Alain Delon wurde. Alain Delon lehnte die Adoption ab; er nahm den Wunsch seiner Mutter, er solle Boulogne adoptieren, zum Anlass, den Kontakt zu seiner Mutter dauerhaft abzubrechen.
Edith und Paul Boulogne versuchten in den 1970er-Jahren, das Kind von seiner leiblichen Mutter fernzuhalten, deren zunehmende Drogenexzesse sie für schädlich hielten. Der Junge fühlte sich allerdings stark zu Nico hingezogen und suchte ihren Kontakt. Er begann eine Berufsausbildung zum Koch, brach sie aber nach kurzer Zeit ab. Als Jugendlicher pendelte er vielfach zwischen New York und Bourg-la-Reine, mit Eintritt der Volljährigkeit lebte er wieder dauerhaft mit seiner Mutter. Die gemeinsame Zeit war von Drogenabhängigkeit und Geldmangel geprägt.

### Drogenabhängigkeit
Nico führte ihren Sohn an Drogen heran. Schon als Kleinkind nahm er im Umfeld von Velvet Underground Alkohol und Tabletten unkontrolliert zu sich. Als Jugendlicher konsumierte er zusammen mit seiner Mutter Heroin und Opium und fiel dabei mindestens einmal in ein mehrwöchiges Koma. Ein Autor beschreibt die Beziehung Aris zu seiner Mutter „als eine innige Liebe zwischen Mutter und Sohn, die gleichzeitig eine diabolische Komplizenschaft zwischen zwei Drogenabhängigen war“.
Boulogne ging ambivalent mit seiner Abhängigkeit um. Einerseits ging er nach eigenen Worten „zwei Jahrzehnte durch die Hölle von Drogen und Alkohol“. In seiner Autobiografie von 2001 verklärte er dagegen den gemeinsamen Drogenkonsum mit seiner Mutter:

« De mes 16 ans jusqu’à la fin, nous avons partagé la même drogue, la même seringue. C’était une manière d’être ensemble. »

„Von meinem 16. Lebensjahr bis zum Ende [meiner Mutter] benutzten wir die gleichen Drogen, die gleichen Spritzen. Es war unsere Art, zusammen zu sein.“

In den späten 1980er-Jahren versuchte Nico, ein Leben ohne Drogen zu führen. Sie starb 1988 auf Ibiza. Boulogne überwand 1993 seine Abhängigkeit.

### Späteres Leben und Tod
Ab den späten 1990er-Jahren lebte Boulogne in einer festen Beziehung mit seiner Lebensgefährtin Veronique. 1999 wurde er Vater eines Sohnes, 2006 kam eine Tochter zur Welt. Zuletzt lebte er in einer Wohnung im 15. Arrondissement von Paris.
Anfang 2023 verschlechterte sich Boulognes Gesundheitszustand. Nach einem Krankenhausaufenthalt war er halbseitig gelähmt und auf einen Rollstuhl angewiesen. Am frühen Morgen des 20. Mai 2023 alarmierte Boulognes 58-jährige Lebensgefährtin die Polizei und erklärte, bei der Rückkehr von einem Aufenthalt außerhalb der Hauptstadtregion den bereits in fortgeschrittener Verwesung befindlichen Körper Boulognes in dessen Pariser Wohnung aufgefunden zu haben. Unmittelbar darauf wurde sie wegen unterlassener Hilfeleistung in Polizeigewahrsam genommen. Am 22. Mai 2023 wurde nach einem Bericht der Tageszeitung Le Parisien ein Strafverfahren gegen sie eingeleitet wegen des Verdachts auf unterlassene Hilfeleistung, fahrlässige Tötung und Drogenvergehen, und sie wurde in Untersuchungshaft genommen. In einem Verhör hatte sie nach Angaben der Zeitung zugegeben, dass Ari Boulogne an einer Überdosis Drogen gestorben sei, sie jedoch aus Furcht vor Strafverfolgung nicht sofort Hilfe angefordert habe.

## Wirken
In einem Zeitraum von mehr als 30 Jahren wirkte Boulogne in einigen französischen und US-amerikanischen Filmen als Schauspieler mit, wobei er meist den Namen Ari Päffgen benutzte. Seine Beiträge beschränkten sich auf kleine Rollen.
Als Neunjähriger hatte er 1972 neben seiner Mutter die erste Filmrolle in dem französischen Experimentalfilm La cicatrice intérieure, der von Philippe Garrell in Szene gesetzt wurde. Paeffgen spielte ein namenloses Kind. Sieben Jahre später erschien er – wieder als Ari Päffgen – erneut als namenloser Junge in Garrells Film Das verheimlichte Kind (L’Enfant secret). 1984 spielte er als Ari Boulogne in dem US-amerikanischen Film Mixed Blood – Die Ratten von Harlem von Paul Morrissey einen Junkie. 2002 erschien er als Ari Päffgen in dem französischen Spielfilm La Repentie, und 2003 spielte er in der französischen Produktion Nathalie – Wen liebst du heute Nacht? einen Kellner.
Nach dem Tod seiner Mutter betätigte sich Ari Boulogne als Fotograf. 2001 verfasste er eine Autobiografie.

## Rezeption im Film
In dem 2017 produzierten italienisch-belgischen Film Nico, 1988 übernahm der französische Schauspieler Sandor Funtek die Rolle des Ari.

## Werke
- Ari Boulogne: L’amour n’oublie jamais, Pauvert, 2001, ISBN 2-7202-1400-0.

## Filmografie
- 1972: La cicatrice intérieure
- 1979: Das verheimlichte Kind (L’Enfant secret)
- 1984: Mixed Blood – Die Ratten von Harlem (Mixed Blood)
- 2003: La Repentie
- 2004: Nathalie – Wen liebst du heute Nacht? (Nathalie)